# Nampicuan
Nampicuan è una municipalità di quinta classe delle Filippine, situata nella Provincia di Nueva Ecija, nella regione di Luzon Centrale.
Nampicuan è formata da 21 baranggay:
- Alemania
- Ambassador Alzate Village
- Cabaducan East (Pob.)
- Cabaducan West (Pob.)
- Cabawangan
- East Central Poblacion
- Edy
- Estacion (Pob.)
- Maeling
- Mayantoc
- Medico

- Monic
- North Poblacion
- Northwest Poblacion
- Recuerdo
- South Central Poblacion
- Southeast Poblacion
- Southwest Poblacion
- Tony
- West Central Poblacion
- West Poblacion